# Let 1308 Inex-Adrie Avioprometa
Let 1308 Inex-Adrie Avioprometa, je bil slovenski čarterski let, na katerem se je letalo  McDonnell Douglas MD-81 zaletelo v goro San Pietro na Korziki 1. decembra 1981. Umrlo je vseh 180 ljudi na krovu. Nesreča velja za najhujšo slovensko letalsko nesrečo, najhujšo na svetu leta 1981 in 40. najhujšo letalsko nesrečo nasploh (na dan 19. februarja 2016).

## Posadka
Kapetan je bil 55-letni Ivan Kunović. Dovoljenje za pilota letala je dobil 16. aprila 1948 na Jugoslovanski akademiji zračnih sil v Zadru in je bil usposobljen za letenje F-84, T-33 in F-86. Kunović je bil kmalu po tem, ko ga je leta 1970 najel Inex-Adria (1970 odide iz Jugoslovanskega vojnega letalstva-JRV s činom kapetan prvega razreda), istega leta pa je postal prvi častnik DC-9. Nato je 4. aprila 1972 postal kapetan serije DC-9 (32 in 50) in nato 13. avgusta 1981 kapetan MD-80, potem, ko je v ZDA preživel 3 mesece na šolanju za letalske kapetane. Kunović je imel v času katastrofe skupno 12.123 ur letenja, od tega 5.685 ur na DC-9 in samo 188 ur na novem letalu MD-81.
Kopilot je bil 40-letni M. Franc Terglav. Prvotno je bil usposobljen za športnega pilota in učitelja letenja v aeroklubu KAS kasneje pa za polete na vojaških motornih letalih v šoli JRV za rezervne oficirje pilote (ŠRVO 14 kl.1962) Letel je na letalih Aero 3, Soko 522 in kasneje civilnem Piperju PA-31P Navajo (YU-BKY), PA-34 Seneca (YU-BIL) in Cessna Citation I (YU-BIA) vsi last Gorenja. Bil je pilot slovenskega podjetja Gorenje 1974-80. Kmalu potem, ko je dobil službo pilota v Inex adria, je začel leteti na DC-9 (32 in 50). 21. junija 1981 je v ZDA diplomiral kot prvi častnik na MD-81 in 11. novembra 1981 dobil dovoljenje za komercialne pilote. Terglav je imel skupno 4.213 ur letenja, od tega 746 ur na liniji DC-9 (ki se jih je nabralo med 529 poleti), na MD-81 pa 288 ur.

## Nesreča
Dne 1. decembra 1981 je McDonnell Douglas DC-9-81 z repno oznako YU-ANA vzletel z letališča Brnik na čarterski let iz Slovenije (tedaj SFRJ) proti glavnemu mestu Korzike Ajaccio s 173 slovenskimi turisti in 7 člani posadke na krovu. Ko je let 1303 dosegel zračni prostor okoli letališča Campo dell'Oro, je pričel s standardnim postopkom – čakanjem na dovoljenje za pristanek. Vzdušje na letalu je bilo sproščeno, vsi so že razmišljali o skorajšnjem začetku počitnic. V nekem trenutku je kopilot celo spustil svojega sina, ki je bil tudi prisoten na potovanju, v pilotsko kabino.
Med postopkom je bilo pilotoma po radijski zvezi naročeno, naj spustita letalo na minimalno višino 2.073 metrov. Vreme je bilo slabo, vidljivost skoraj nična in letalo se je spuščalo v meglo. Med spuščanjem je varnostni sistem pred bližino tal oddal zvočni signal, ki je opozoril posadko, da je letalo nevarno blizu površju in da naj poveča potisk motorjev. Po krajšem zavlačevanju (9 sekund) je posadka le začela dvigati letalo, da bi se izognila trku. Trud pa je bil zaman, saj je levo krilo zadelo ob skalo na goro San Pietro in se odlomilo. Letalo je zatem začelo vratolomno strmogljavljati in se naposled zrušilo na nasprotni strani gore. Vseh 180 potnikov in članov posadke je umrlo. Čas nesreče je bil 8 in 53 minut zjutraj po krajevnem času.
Reševalna akcija je bila že v samem začetku ovirana, saj je kontrolni stolp v Ajacciu napačno sklepal, da se kraj nesreče nahaja na morju. Prepoznavo trupel je vodila ekipa strokovnjakov Inštituta za sodno medicino v Ljubljani.

## Preiskava
Kasnejša preiskava je razkrila, da je kontrola pomotoma mislila, da se let 1308 ni držal postopka. Menili so, da se letalo nahaja že nad morjem, medtem ko se je dejansko 15 kilometrov v notranjosti, na goratem območju Korzike. Posadka, vidno presenečena nad ukazom za spust, je nekajkrat ponovila, da se še vedno držijo dogovorjenega postopka, ki ga je kontrola potrdila. Posadka ni poznala letališča in njene okolice, saj je bil to prvi polet Inex-Adrie Avioprometa na Korziko. Preiskava je pokazala, da sta se posadka in kontrola letenja nenatančno izražali, kar je imelo pomembno vlogo pri nesporazumu, ki je vodil do nesreče. Zračna kontrola v Ajacciu je bila oproščena vseh obtožb. Kontrolor, zadolžen za let 1308, je bil premeščen na drugo letališče v Franciji.
V času nesreče letališče Ajaccio (Campo dell'Oro) ni imelo radarja. Takoj po njej so opremo nadgradili in spremenili postopek približevanja.

## Čistilna akcija leta 2008
Po nesreči leta 1981 so odstranili nekaj razbitin in vsa človeška trupla. Leta 2008 je televizijska hiša POP TV pripravila reportažo o dogodku. Obiskali so mesto nesreče na Korziki in našli večino letalskih delov in osebnih predmetov še vedno raztresenih po gori na skalnatih in nedostopnih mestih. Pozneje so Vlada Republike Slovenije, Adria Airways in Turistična agencija Kompas, slednja je organizirala usodni izlet, organizirali in finančno podprli čistilno akcijo. Slovenska ekipa, približno 60 vojakov, gorskih reševalcev, članov civilne zaščite, medicincev in drugih prostovoljcev, je maja 2008 odstranila okoli 27 ton letalskih ostankov. Med njimi sta bila tudi en cel letalski motor in velik del krila. Nekateri deli so bili tako veliki, da so jih morali pred odvozom s helikopterjem strojno razrezati. Odkrili so tudi nekaj človeških ostankov, ti so bili bodisi poslani na nadaljnjo identifikacijsko analizo, bodisi so bili deležni drugih ustreznih postopkov. Na mestu, kjer je levo krilo zadelo v tla, so postavili spominsko ploščo.